# Max Blösch
Max Blösch (Olten, 27 de junho de 1908 - 9 de agosto de 1997) foi um handebolista de campo suíço, medalhista olímpico.
Fez parte do elenco do bronze olímpico de handebol de campo nas Olimpíadas de Berlim de 1936. Também foi um estudioso da população de Ciconiidae, sendo premiado pela Universidade de Berna.